# El Sol (semanario)
El Sol fue un semanario político de Uruguay. Fue el órgano oficial del Partido Socialista del Uruguay.

## Historia
Se fundó a inicios de la década de 1920, tras la escisión bolchevique que dejó en minoría a los liderados por Emilio Frugoni, quien se abocó a refundar el partido.
En sus páginas escribieron destacados militantes como Guillermo Chifflet,Luis Martirena Fabregat,  Reinaldo Gargano y Mario Cassinoni.
En la década de 1960 fue clausurado por el gobierno de Jorge Pacheco Areco en el marco de sus medidas prontas de seguridad.